# Niall Buggy
Niall Buggy (* 3. Oktober 1948 in Dublin) ist ein irischer Schauspieler.

## Leben
Buggy wurde 1948 als eines von vier Kindern einer Sängerin in Dublin geboren. Mit 16 Jahren ging er an die Abbey School of Acting.
Er begann seine Karriere Anfang der 1970er Jahre mit kleineren Rollen in britischen Film- und Fernsehproduktionen. 1974 war er im Science-Fiction-Fantasy-Film Zardoz in der Rolle des Arthur Frayn zu sehen. Später trat er in Filmen wie König David, Hellraiser – Das Tor zur Hölle, Alien 3, Anna Karenina und Mamma Mia! auf.
Parallel trat Buggy regelmäßig am Theater in London und den Vereinigten Staaten auf. Für seine Darstellung des Casimir in der Off-Broadway-Inszenierung von Brian Friels Drama Aristocrats wurde er 1989 mit einem Obie Award in der Kategorie Performance ausgezeichnet. Seine Rolle in Dead Funny brachte ihm 1995 einen Laurence Olivier Award in der Kategorie Best Comedy Performance ein. 1998 wurde er für die Hauptrolle in der Inszenierung von Onkel Wanja am Gate Theatre in Dublin mit dem Irish Times Theatre Award in der Kategorie Bester Schauspieler ausgezeichnet.
Buggy, der keine eigene Wohnung besitzt, lebt zurückgezogen bei einer befreundeten Familie in London.

## Filmografie (Auswahl)
- 1971: Me Mammy (Fernsehserie, 1 Episode)
- 1971: The Sinners (Fernsehserie, 1 Episode)
- 1971: Here Are Ladies
- 1974: Zardoz
- 1974: 2nd House (Fernsehserie, 1 Episode)
- 1977: Das malvenfarbene Taxi (Un taxi mauve)
- 1977: Ein Porträt des Künstlers als junger Mann (A Portrait of the Artist as a Young Man)
- 1977: Philadelphia, Here I Come!
- 1978: Farmers (Fernsehfilm)
- 1980: Die Profis (The Professionals, Fernsehserie, 1 Episode)
- 1981: Nanny (Fernsehserie, 1 Episode)
- 1983: The Citadel (Miniserie, 5 Episoden)
- 1983: The Gathering Seed (Fernsehserie, 3 Episoden)
- 1984: Crown Court (Fernsehserie, 1 Episode)
- 1985: König David (King David)
- 1986: Galloping Galaxies! (Fernsehserie, 4 Episoden)
- 1987: Hellraiser – Das Tor zur Hölle (Hellraiser)
- 1987: The Lonely Passion of Judith Hearne
- 1988: Bad Boyes (Fernsehserie, 1 Episode)
- 1988: Once in a Life Time (Fernsehfilm)
- 1989: Screenplay (Fernsehserie, 1 Episode)
- 1989: Inspektor Wexford ermittelt (Ruth Rendell Mysteries, Fernsehserie, 2 Episoden)
- 1991: Chancer (Fernsehserie, 3 Episoden)
- 1991: Ein Papst zum Küssen (The Pope Must Die(t))
- 1991: Schließe meine Augen, begehre oder töte mich (Close My Eyes)
- 1992: Die Playboys (The Playboys)
- 1992: Alien 3
- 1992: The Hummingbird Tree
- 1994: Little Napoleons (Miniserie, 1 Episode)
- 1994–1995: 99-1 (Fernsehserie, 9 Episoden)
- 1995: The Bill (Fernsehserie, 1 Episode)
- 1995: Father Ted (Fernsehserie, 1 Episode)
- 1996–1998: Upwardly Mobile (Fernsehserie, 13 Episoden)
- 1997: Anna Karenina
- 1997: Der Schlächterbursche (The Butcher Boy)
- 1997: The Tale of Sweeney Todd (Fernsehfilm)
- 1999: Kavanagh QC (Fernsehserie, 1 Episode)
- 1999–2000: Lucy Sullivan Is Getting Married (Fernsehserie, 16 Episoden)
- 2001: Monarch of the Glen (Fernsehserie, 1 Episode)
- 2002: Family Affairs (Fernsehserie, 10 Episoden)
- 2002: Cruise of the Gods (Fernsehfilm)
- 2002: The Reckoning
- 2004: The Libertine
- 2004: Grease Monkeys (Fernsehserie, 3 Episoden)
- 2005: The Afternoon Play (Fernsehserie, 1 Episode)
- 2005: Malice Aforethought (Fernsehfilm)
- 2005: Casanova
- 2006: What If (Fernsehfilm)
- 2006: Dalziel and Pascoe – Mord in Yorkshire (Dalziel and Pascoe, Fernsehserie, 2 Episoden)
- 2008: Lewis – Der Oxford Krimi (Lewis, Fernsehserie, 1 Episode)
- 2008: Mamma Mia!
- 2008: Wiedersehen mit Brideshead (Brideshead Revisited)
- 2010: Anton Chekhov’s The Duel
- 2010: Jack Taylor (Fernsehserie, 1 Episode)
- 2014: Mr. Turner – Meister des Lichts (Mr. Turner)
- 2016: My Mother and Other Strangers (Fernsehserie, 1 Episode)
- 2017: Will (Fernsehserie, 1 Episode)
- 2019: A Girl from Mogadishu
- 2021: As Luck Would Have It (Fernsehfilm)
- 2023: The Miracle Club

## Theatrografie (Auswahl)
- 1989: Aristocrats (Theatre Four, New York)
- 1994: Dead Funny (Hampstead Theatre, London)
- 1999: Song at Sunset (Irish Repertory Theatre, New York)
- 1997–1999: The Weir (diverse Theater in London, sowie Walter Kerr Theatre, New York)
- 1998: Uncle Vanya (Gate Theatre, Dublin)
- 2001–2002: An Inspector Calls (Playhouse Theatre, London)
- 2005–2007: Guys and Dolls (Piccadilly Theatre, London)
- 2006: Translations (McCarter Theatre Center, Princeton, NJ)
- 2007: Translations (Biltmore Theatre, New York)
- 2007: Translations (Biltmore Theatre, New York)
- 2010: Penelope (St. Ann’s Warehouse, New York)
- 2010–2011: Haunted (59E59 Theaters / Theater A, New York)
- 2012: A Whistle in the Dark (Tournee, diverse Theater)
- 2012: Famine (Tournee, diverse Theater)
- 2013: The Hanging Gardens (The Abbey Stage, Dublin)
- 2014: The Importance of Being Earnest (Harold Pinter Theatre, London)
- 2015–2016: You Never Can Tell (The Abbey Stage, Dublin)
- 2016–2017: Saint Joan (Donmar Warehouse, London)
- 2018: The Plough and the Stars (Lyric Hammersmith Main House, London)